# Редагування даних
Обро́бка да́них — систематична цілеспрямована послідовність дій над даними. Обробка даних містить в собі множину різних операцій.
Редагува́ння да́них — перетворення форми представлення даних до вигляду, зручного для використання. Звичайне редагування даних здійснюється при видачі даних на друк. 
Типовими діями редагування даних є усунення провідних (незначущих) нулів в числі, вставка позначень грошових одиниць або спеціальних роздільників (наприклад, пропусків або розділових знаків), зміна формату числа (дивись числа формат) і т. д. Редагування даних може здійснюватися з допомогою спеціальних обслуговувальних програм, а також використання спеціальних засобів, наявних в багатьох мовах програмування.

## Основні операції з обробки даних
- збір даних — накопичення інформації з метою забезпечення достатньої повноти для прийняття рішення;
- формалізація даних — приведення даних, що надходять із різних джерел до однакової форми;
- фільтрація даних — усунення зайвих даних, які не потрібні для прийняття рішень;
- сортування даних — впорядкування даних за заданою ознакою з метою зручності використання;
- архівація даних — збереження даних у зручній та доступній формі;
- захист даних — комплекс дій, що скеровані на запобігання втрат, відтворення та модифікації даних;
- транспортування даних — прийом та передача даних між віддаленими користувачами інформаційного процесу. Джерело даних прийнято називати сервером, а споживача — клієнтом;
- перетворення даних — перетворення даних з однієї форми в іншу, або з однієї структури в іншу, або зміна типу носія.

## Процеси
- Автоматизована обробка даних — обробка даних, що виконується автоматичними засобами.
- Обробка в реальному часі
- Обробка даних невпорядкована
- Обробка даних послідовна
- Стиснення даних — це процедура перекодування даних, яка проводиться з метою зменшення їхнього обсягу, розміру, об'єму.
- Хмарні обчислення — технологія обробки даних, в якій програмне забезпечення надається користувачеві як інтернет-сервіс.